# Adenylatcyklas
Adenylatcyklas är ett enzym som är involverat bland annat i intracellulär signalering. Det aktiveras eller inhiberas bland annat av G-proteiner som frigörs när G-proteinkopplade receptorer aktiveras. Enzymet omvandlar adenosintrifosfat, ATP, till cykliskt adenosinmonofosfat, cAMP. cAMP kan i sin tur sedan aktivera olika proteinkinaser, framför allt proteinkinas A.